# スキージのリーマ
スキージのリーマ（アイスランド語: Skíðaríma）は、1450年から1500年ごろに遡る、作者不明の滑稽なアイスランドのリーマである。

## 概要
主人公は大胆かつ創意あふれる物乞いのスキージ（Skíði）で、明らかに12世紀の歴史上の人物である。リーマは彼が1195年に実際に夢に見た「詩語法」での出来事に関するものだった。夢はヒルダを巡って終わりのない戦いを続け、ヴァルハラを破壊する恐れがあるヘジンとホグニの間に和平を取り持たせるため、オーディンがソールにスキージを攫わせるというもので、スキージはヒルダに求婚し、彼女の承諾を得て、どうにかヘジンとホグニを和解させる。
しかしスキージはアース神族の前で「主（しゅ）」という言葉を唱えることを止めることができず、ついには十字を切る。ヘイムダルが彼の口をギャッラルホルンで叩く。エインヘリャルの幾人かがスキージの味方につき、他方が彼に反対する。壮大な戦いが起こり英雄的な行為が行われるが、うちのいくつかは哀れな物乞い自身によるものだった。ついには竜殺しのシグルズがスキージをドアから放り出し、スキージはアイスランドの農場で大変な痛みと共に目を覚ます。
卑屈かつ強欲で厚かましい物乞いの描写はとても珍妙であり、この詩は風刺的なユーモアに満ちている。

## 写本
最も古い写本はレイキャヴィークのアウルトニ・マグヌッソン研究所所蔵のAm 1025 4toで、1737年にスカールホルトの学長ヨーン（Jón Skálholtsrektor、ヨーン・ソルケルスソン、Jón Þorkelsson）が写したものである。

## 出版と翻訳
- Maurer, Konrad von (ed.), Die Skída-ríma (Munich: Verlag der k. Akademie, 1869)、ドイツ語による解題[4]。
- Kvæðasafn eptir íslenzka menn frá miðöldum og síðari öldum. Fyrsta deild: Ljóðmæli nafngreindra höfunda (Hið íslenska bókmentafélag, 1922).
- Finnur Jónsson (ed.), Rímnasafn: Samling af de ældste islandske rimer, Samfund til udgivelse af gammel nordisk litteratur, 35, 2 vols (Copenhagen: Møller and Jørgensen, 1905-22), I:10–40.
- Finnur Jónsson 1929 Copenhagen edition.
- Theo Homan (ed.), Skíðaríma: An Inquiry into Written and Printed Texts, References and Commentaries, Amsterdamer Publikationen zur Sprache und Literatur, 20 (Amsterdam: Rodopi, 1975) (pp. 347–59 に英訳を含む)[5]。
- Text in modern Icelandic spelling at Bragi